# آپارتاید

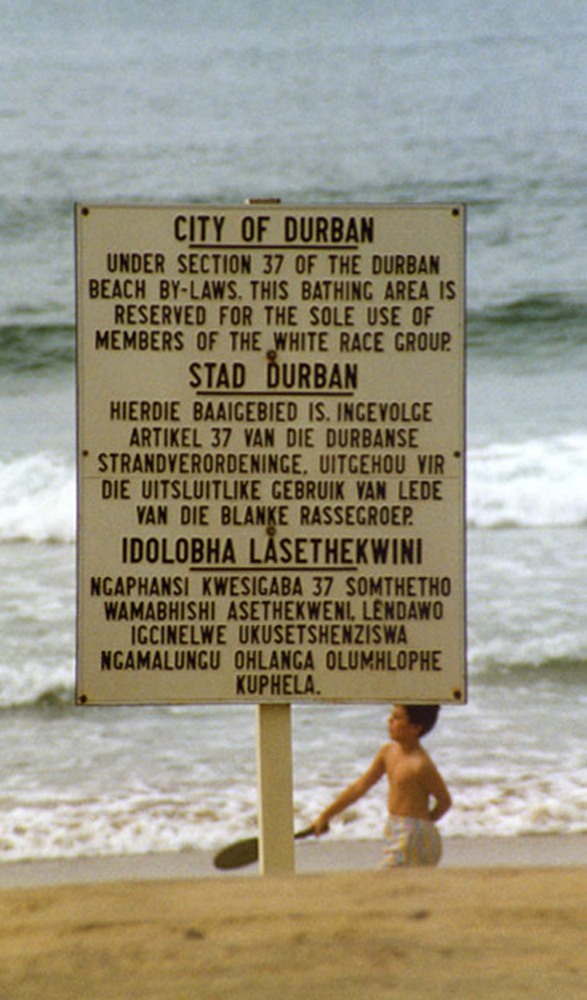
تابلویی مبنی بر «اختصاص ساحل دریا به افراد عضو نژاد سفید» و اعمال آپارتاید در مورد سیاهپوستان به زبان‌های انگلیسی، هلندی و زولو

آپارتاید (به انگلیسی: Apartheid) یا جدانژادیسیاست تفکیک رسمی نژادها و امکانات آنها و برتری دادن سفیدپوستان بر غیرسفیدپوستان در افریقای جنوبی است.
آپارتاید واژه‌ای به زبان هلندی است. جدانژادی از ۱۹۴۸ تا ۱۹۹۴ ادامه داشت. سفید پوستان، که فقط ۱۴ درصد جمعیت را تشکیل می دادند، از دادن حق رأی به سیاهان یا آسیایی ها خودداری کردند.این مردم از حقوق پایه ی خود محروم می شدند و اجازه ی آمیختن با سفیدها را نداشتند.
از نظر لغوی به معنای مجزا و جدا نگهداشتن است. جدانژادی یعنی جدا نگه داشتن افراد متعلق به نژادهای غیرسفید، مجبور کردن آن‌ها به اقامت در محلات و استان‌های خاص، محروم کردن آن‌ها از کلیه حقوق سیاسی و امکان تحصیل و پیشرفت. در دوران جدانژادی در مناطقی که سیاهپوستان مجبور به اقامت در آن می‌شدند و حق خروج از آن را نداشتند حداقل امکانات زندگی نیز موجود نبود. کنگرهٔ ملی آفریقا با درخواست ایجاد جامعهٔ آزاد چندقومی، جنگی علیه نظام جدانژادی به راه انداخت. طرفداران لغو جدانژادی، تظاهرات آرامی در شپرویل و تسوتو به راه انداختند، که با مقاومت مخالفان روبه‌رو شد. راهپیمایان سیاه‌پوست شلاق خوردند، و حتی در ۲۱ مارس ۱۹۶۰، حدود ۶۹ آفریقایی کشته شدند.
دوتن از مخالفان اصلی جدانژادی، استیو بایکو و نلسون ماندلا بودند. استیو بایکو به حکومت سیاهان اعتقاد داشت، در حالی که ماندلا به حقوقی مساوی برای تمامی اهالی آفریقای جنوبی معتقد بود. در سال ۱۹۶۲، ماندلا دستگیر شد و پس از محاکمه به حبس ابد محکوم گردید. در سال ۱۹۹۰، ماندلا در سن ۷۲ سالگی آزاد شد و مبارزه برای حقوق انسانی اهالی آفریقای جنوبی را از سر گرفت. سرانجام اف. دبلیو. کلرک رئیس‌جمهور آفریقای جنوبی با او وارد مذاکره شد. یک سال بعد، کنگره ملّی آفریقای جنوبی پیروز شد و ماندلا به ریاست جمهوری رسید و نظام جدانژادی لغو گردید.

## چهره‌های مهم
برخی از چهره‌های مهم مرتبط با آپارتاید عبارتند از:
- استیو بایکو
- دزموند توتو
- هلن سوزمن
- والتر سیسولو
- اف. دبلیو. کلرک
- نلسون ماندلا
- پی دبلیو بوتا